# Ebrach
Ebrach es una localidad en el estado federado de Baviera, en la región de la Alta Franconia (Oberfranken). La población la componen aproximadamente 2.000 habitantes. 
Ebrach se encuentra en el bosque de Steigerwald, por lo que forma parte del circuito turístico de esta zona. La población está enlazada con Bamberg al este y con Wuerzburg al oeste por la carretera B22. Hacia el noroeste, se encuentra Gerolzhofen, accesible también por medio de ciclovías que atraviesan el bosque.

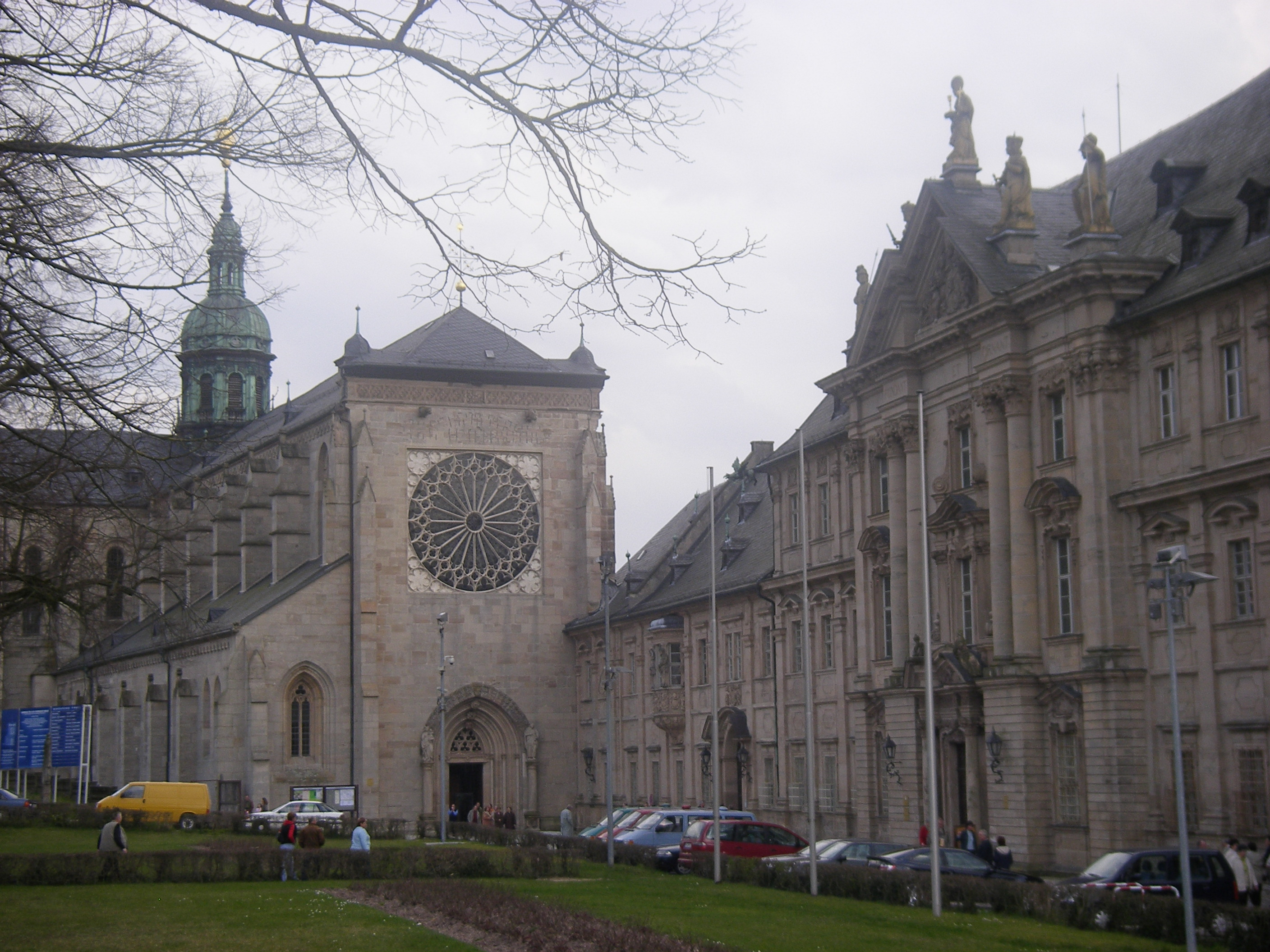
Monasterio en Ebrach

## Historia
El monasterio de Ebrach fue fundado en 1127 por los señores Berno y Richwin von Eberau, siendo uno de los primeros en ubicarse al oeste del río Rin. En 1147 se instalaron doce monjes provenientes del Monasterio de Morimond. En 1200 se inició la construcción de la iglesia que se concluyó ochenta años más tarde. Se trata de una de las más hermosas obras del arte gótico. Tiene 86 metros de largo, veintiséis altares, más de cincuenta ventanas y, sobre el portal, una rosa de 12 metros de diámetro. 